# 만 (불교)
만(慢, 거만, 자만, 오만, 고거심,
산스크리트어: māna,
팔리어: māna,
영어: pride,
arrogance,
conceit)은 다음의 분류, 그룹 또는 체계의 한 요소이다.
- 부파불교의 설일체유부의 교학에서 6가지 근본번뇌(根本煩惱), 즉 6수면(六隨眠) 가운데 하나이다.[1][2][3][4]
- 대승불교의 유식유가행파와 법상종의 교학에서 6가지 근본번뇌(根本煩惱) 가운데 하나이다.[1][5][6] '만(慢)이라는 근본번뇌' 또는 '현행하는 만(慢)의 잠재적 · 근본적 종자'라는 뜻에서 만수면(慢隨眠)이라고 한다.[7][8]
- 초기불교 · 부파불교 · 대승불교의 9결(九結) 가운데 만결(慢結)에 해당한다.[9][10][11]
- 부파불교의 설일체유부의 5위 75법의 법체계에서 심소법(心所法: 46가지) 중 부정지법(不定地法: 8가지) 가운데 하나이다.[12][13][14]
- 대승불교의 유식유가행파와 법상종의 5위 100법의 법체계에서 심소법(心所法: 51가지) 중 번뇌심소(煩惱心所: 6가지) 가운데 하나이다.[15][16][17]
- 만(慢) · 과만(過慢) · 만과만(慢過慢) · 아만(我慢) · 증상만(增上慢) · 비만(卑慢) · 사만(邪慢)의 7만(七慢)으로 나뉜다.[18][19][20][21][22][23][24]

부파불교의 설일체유부의 교학을 비판적으로 집대성한 《구사론》에 따르면, 만(慢)은 마음(6식, 즉 심왕, 즉 심법)으로 하여금 잘난 체하고 거들먹거리게 하는 마음작용이다. 예를 들어, 다른 사람과 자신을 비교하여 자신이 더 잘났다거나 동등하다고 여기게 하여 잘난 체하고 거들먹거리게 하거나, 혹은 5취온에 집착하게 하여 그것을 가지고 잘난 체하게 하거나, 혹은 아직 증득하지 못한 덕을 증득하였다고 여기게 하여 잘난 체하게 하는 마음작용이다. 한편, 잘난체 하고 거들먹거리는 마음(6식 또는 8식, 즉 심왕, 즉 심법) 상태 또는 남에 대해 자신을 높이는 마음 상태를 전통적인 불교 용어로 고거심(高擧心)이라 한다.
대승불교의 유식유가행파와 법상종의 주요 논서인 《성유식론》에 따르면, 만(慢)은 마음(8식, 즉 심왕, 즉 심법)으로 하여금 자기를 믿어 남에 대해서 높이는[高舉] 것을 본질적 성질[性]로 하는 마음작용이다. 그리고, 만(慢)의 마음작용은 이러한 본질적 성질을 바탕으로 마음이 불만(不慢: 남에 대해서 높이지 않음, 잘난체 하지 않음, 거만하지 않음)의 마음작용과 상응하는 것을 장애함으로써 괴로움[苦], 즉 후유(後有: 3계를 벗어나지 못한 다음 생, 즉 윤회)를 일으키는 것을 그 본질적 작용[業]으로 한다.
만(慢)은 7만(七慢), 8만(八慢), 9만(九慢), 10만(十慢) 등 여러 형태로 분류되는데, 설일체유부의 5위 75법과 유식유가행파와 법상종의 5위 100법에 관련된 논서들에서 주로 거론되는 것은 7만(七慢)이다.

## 용어
부파불교와 대승불교의 논서들에 따르면, 만(慢)은 다음의 일반적인 낱말들의 뜻을 가지며, 아래 목록의 설명들은 일반 사전상의 정의들이다. 낱말들은 대체로 번뇌의 강도가 약한 것에서 심한 것으로 배열되어 있다.
- 우월감(優越感): 남보다 낫다고 여기는 생각이나 느낌[28]
- 자부(自負): 스스로 자기의 가치나 능력을 믿음,[29] 자기 자신 또는 자기와 관련되어 있는 것에 대하여 스스로 그 가치나 능력을 믿고 마음을 당당히 가짐,[30] 만(慢)과 관련하여서는 스스로에 대한 확신이 아닌 남과 비교하는 부정적인 면을 말하는데, 자기가 남보다 낫다는 일시적인 생각이나 느낌에서 나아가 자기가 남보다 낫거나 최소한 동등하다고 믿는 것을 말함
- 남에 대해 자신을 높임
- 잘난 체함
- 자만(自慢): 자신이나 자신과 관련 있는 것을 스스로 자랑하며 뽐냄[31]
- 거만(倨慢): 잘난 체하며 남을 업신여기는 데가 있음[32]
- 오만(傲慢): 태도나 행동이 건방지거나 거만함 또는 잘난 체하여 방자함[33][34]
- 거들먹거림: 신이 나서 잘난 체하며 자꾸 함부로 거만하게 행동함[35]
- 업신여김: 교만한 마음에서 남을 낮추어 보거나 하찮게 여김[36]
- 경멸(輕蔑): 깔보아 업신여김[37]

만(慢)은 또한 다음의 전문화된 불교 용어의 뜻을 가진다.
- 고거심(高擧心) 또는 고거(高擧): 잘난 체하고 거들먹거리는 마음 상태 또는 남에 대해 자신을 높이는 마음 상태[38][39][40]
- 시멸(恃篾): 자부할 시(恃)와 멸시할 멸(篾)이 합쳐진 낱말로, 스스로 자부하면서 남을 업신여기는 것

## 7만
만(慢, 산스크리트어: māna)은 7만(七慢), 8만(八慢), 9만(九慢), 10만(十慢) 등 여러 형태로 분류되는데,
《품류족론》, 《대비바사론》, 《구사론》, 《성유식론》 등에 따르면
만(慢, 산스크리트어: māna) · 과만(過慢, 산스크리트어: ati-māna) · 만과만(慢過慢, 산스크리트어: mānāti-māna) · 아만(我慢, 산스크리트어: ātma-māna) · 증상만(增上慢, 산스크리트어: adhi-māna) · 비만(卑慢, 산스크리트어: ūna-māna) · 사만(邪慢, 산스크리트어: mithyā-māna)의 7만(七慢)으로 나뉜다.

### 만
《품류족론》에 따르면, 만(慢, 산스크리트어: māna, 영어: arrogance)은 자기보다 못한[劣] 이에 대하여 자기가 더 낫다[勝]고 생각하거나 혹은 자기와 같은[等] 이에 대하여 자기와 같다[等]고 생각하는 것에 연유하여, 지금 오만(傲慢)하고 이미 오만하였고 앞으로도 오만한 마음으로 높은 체 뽐내거나 자신을 높이는 고거심(高舉心)을 내고 자부[恃 믿을 시, 자부할 시: 自負, 스스로 자신이 그렇다고 믿음] 하여 다른 이를 업신여기는[篾] 것이다.
《구사론》에 따르면, 만(慢)은 자기보다 열등한 이에 대해 자기가 뛰어나다고 생각하게 하고 자기와 동등한 이에 대해 동등하다고 생각하게 하여, 즉 남과 나를 비교하여 뛰어남과 열등함의 차별을 짓는 생각을 일으키게 하여, 마음으로 하여금 잘난 체[高舉] 하게 하는 마음작용이다.
만(慢)은 비록 자기가 다른 이보다 뛰어나거나 혹은 다른 이와 동등한 것이 사실이기는 한데, 그 사실을 그냥 사실로서 그대로 두는 것이 아니라 굳이 그 사람과 자신을 비교하여 '내가 뛰어나다' 또는 '내가 그와 동등하다' 등의 경멸(輕蔑)하거나 자부(自負)하는 마음을 일으키는 것을 말한다. 이러한 점에서 '자신을 높인다[高舉]'는 뜻이 이루어지므로 만(慢)이라고 한다.

### 과만
《품류족론》에 따르면, 과만(過慢, 산스크리트어: ati-māna, 영어: exaggerated arrogance)은 자기와 같은[等] 이에 대하여 자기가 더 낫다[勝]고 생각하거나 혹은 자기보다 나은[勝] 이에 대하여 자기와 같다[等]고 생각하는 것에 연유하여, 지금 오만(傲慢)하고 이미 오만하였고 앞으로도 오만한 마음으로 높은 체 뽐내거나 자신을 높이는 고거심(高舉心)을 내고 자부[恃 믿을 시, 자부할 시: 自負, 스스로 자신이 그렇다고 믿음] 하여 다른 이를 업신여기는[篾] 것이다.
《구사론》에 따르면, 과만(過慢)은 자기와 동등한 이에 대해 자기가 뛰어나다고 생각하게 하거나 자기보다 뛰어난 이에 대해 자기가 그 사람과 동등하다고 생각하게 하는 마음작용이다.
과만(過慢)은 실제보다 자신을 한 단계 더[過] 높여서[高舉, 慢] 생각하여 경멸(輕蔑)하거나 자부(自負)하는 마음을 일으키는 것을 말한다. 이러한 점에서 '자신을 높인다[高舉]'는 뜻이 만(慢)에 비해 한 단계 더해진[過] 것이므로 과만이라고 한다.

### 만과만
《품류족론》에 따르면, 만과만(慢過慢, 산스크리트어: mānāti-māna, 영어: outrageous arrogance)은 자기보다 나은[勝] 이에 대하여 자기가 더 낫다[勝]고 생각하는 것에 연유하여, 지금 오만(傲慢)하고 이미 오만하였고 앞으로도 오만한 마음으로 높은 체 뽐내거나 자신을 높이는 고거심(高舉心)을 내고 자부[恃 믿을 시, 자부할 시: 自負, 스스로 자신이 그렇다고 믿음] 하여 다른 이를 업신여기는[篾] 것이다.
《구사론》에 따르면, 만과만(慢過慢)은 자기보다 뛰어난 이에 대해 자기가 그 사람보다 뛰어나다고 생각하게 하는 마음작용이다.
만과만(慢過慢)은 실제보다 자신을 두 단계 더[慢過] 높여서[高舉, 慢] 생각하여 경멸(輕蔑)하거나 자부(自負)하는 마음을 일으키는 것을 말한다. 이러한 점에서 '자신을 높인다[高舉]'는 뜻이 만(慢)에 비해 두 단계 더해진[慢過] 것이므로 만과만(慢過慢)이라고 한다.

### 아만
《품류족론》에 따르면, 아만(我慢, 산스크리트어: ātma-māna, 영어: egotistic arrogance)은 5취온(五取蘊)을 나란히 따라 본[等隨觀] 후 5취온(五取蘊)을 나[我]와 내 것[我所]이라고 집착[執]한 것에 연유하여, 지금 오만(傲慢)하고 이미 오만하였고 앞으로도 오만한 마음으로 높은 체 뽐내거나 자기를 높이는 고거심(高舉心)을 내고 자부[恃 믿을 시, 자부할 시: 自負, 스스로 자신이 그렇다고 믿음] 하여 다른 이를 업신여기는[篾] 것이다.
《구사론》에 따르면, 아만(我慢)은 5취온을 나[我] 또는 내 것[我所]이라고 집착하여 마음으로 하여금 잘난 체[高舉] 하게 하는 마음작용이다.
아만(我慢)은 5온, 즉 자신[我]의 육체[색] · 감수성[수] · 사고력[상] · 의지력[행] · 지식[식]에 대해 남들보다 뛰어나다고 생각하여 자신을 높이는[慢, 高舉] 것이므로 아만이라고 한다. 예들 들어, 스포츠 능력[색], 예술적 능력[수], 학문적 능력[상], 정치적 · 경영적 능력[행], 총체적 능력[식] 등이 남들보다 뛰어나다고 생각하여 자신을 높이는 것이 아만에 속한다.

### 증상만
《품류족론》에 따르면, 증상만(增上慢, 산스크리트어: adhi-māna, 영어: false arrogance, anticipatory arrogance, arrogance of showing off)은 아직 득(得)하지 못한 상위의 뛰어난 증득할 법[上勝證法]에 대하여 '나는 이미 득하였다'고 생각하고, 혹은 아직 도달[至]하지 못한 상위의 뛰어난 증득할 법[上勝證法]에 대하여 '나는 이미 도달하였다'고 생각하고, 혹은 아직 접촉[觸]하지 못한 상위의 뛰어난 증득할 법[上勝證法]에 대하여 '나는 이미 접촉하였다'고 생각하는 것에 연유하여, 지금 오만(傲慢)하고 이미 오만하였고 앞으로도 오만한 마음으로 높은 체 뽐내거나 자신을 높이는 고거심(高舉心)을 내고 자부[恃 믿을 시, 자부할 시: 自負, 스스로 자신이 그렇다고 믿음] 하여 다른 이를 업신여기는[篾] 것이다.
《구사론》에 따르면, 증상만(增上慢)은 아직 증득하지 못한 수승한 덕을 이미 증득하였다고 생각하게 하는 마음작용이다.
증상만(增上慢)은 증상(增上) 즉 뛰어난 것을 가지지 못한 상태임에도 불구하고 가졌다고 착각하여 자신을 높이는[慢, 高舉] 것이므로 증상만이라고 한다.

### 비만
비만(卑慢, 산스크리트어: ūna-māna, 영어: modest arrogance, arrogance of thinking small)은 하열만(下劣慢)이라고도 한다.
《품류족론》에 따르면, 비만(卑慢)은 자기보다 훨씬 나은[多勝] 이에 대하여 자기가 약간만 못하다[少劣]고 생각하는 것에 연유하여, 지금 오만(傲慢)하고 이미 오만하였고 앞으로도 오만한 마음으로 높은 체 뽐내거나 자신을 높이는 고거심(高舉心)을 내고 자부[恃 믿을 시, 자부할 시: 自負, 스스로 자신이 그렇다고 믿음] 하여 다른 이를 업신여기는[篾] 것이다.
《구사론》에 따르면, 비만(卑慢)은 자기보다 월등히 뛰어난 이에 대해 자기가 조금 열등하다고 생각하게 하는 마음작용이다.
비만(卑慢)은 자신이 남보다 못하다[卑]는 것을 인정하면서도 그 못한 정도[卑]가 얼마 되지 않을 것이라고 생각함으로써 자신을 높이는[慢, 高舉] 것이므로 비만이라고 한다.

### 사만
《품류족론》에 따르면, 사만(邪慢, 산스크리트어: mithyā-māna, 영어: distorted arrogance, perverted arrogance)은 실제로는 지닌 바 덕(德)이 없는데도 '나는 덕이 있다'고 생각하는 것에 연유하여, 지금 오만(傲慢)하고 이미 오만하였고 앞으로도 오만한 마음으로 높은 체 뽐내거나 자신을 높이는 고거심(高舉心)을 내고 자부[恃 믿을 시, 자부할 시: 自負, 스스로 자신이 그렇다고 믿음] 하여 다른 이를 업신여기는[篾] 것이다.
《구사론》에 따르면, 사만(邪慢)은 실제로는 덕이 없는데도 자신에게 덕이 있다고 생각하게 하는 마음작용이다.
사만(邪慢: '이치상 그릇된 생각'에 바탕한 오만)은 덕(공덕)이 없는 것을 있다고 생각하는 것이므로 '이치(理致)적으로 틀린'[邪] 생각에 근거하여 자신을 높이는[慢, 高舉] 것이기 때문에 사만이라고 한다. 예를 들어, 뛰어난 사냥꾼, 뛰어난 도둑[大盜], 뛰어난 바람둥이, 뛰어난 사기꾼, 혹은 뛰어난 술꾼인 것을 자랑스러워 하는 것이 사만에 속한다. 각각은 5계 중 순서대로 불살생 · 불투도 · 불사음 · 불망어 · 불음주의 계율을 어기는 것이므로 악업에 속한다. 따라서 이들은 본질적으로 덕이 없는 것인데 그릇되이 생각하여 덕이 있는 것이라고 여겨 자신이 이러한 상태인 것을 자랑스러워하는 것이므로 사만에 속한다. 한편, 증상만의 경우도 덕이 없는 것 즉 덕을 가지지 못한 것을 덕이 있는 것 즉 덕을 가진 것으로 잘못 생각하여 자신을 높이는 것이데, 이것은 '이치(理致)적으로 틀린'[邪] 생각이 아니라 '사실(事實)적으로 틀린'[虛誑] 생각에 근거하여 자신을 높이는 것이다.

## 같이 보기
- 오(傲)
- 4근본번뇌 중 아만(我慢)

- 3도: 견도 · 수도 · 무학도
  - 견도: 16심 · 고법지인
  - 무학도: 34심
  - 성문 수행계위: 4향4과 - 10결(= 5하분결 + 5상분결)
  - 보살 수행계위: 52위
- 현관: 4제현관 · 6현관
- 유루와 무루
- 번뇌의 해석
- 번뇌의 다른 이름
  - 개 · 결 · 계 · 구 · 구애 · 궤 · 근 · 뇌 · 누 · 박 · 상해 · 소 · 소유 · 소해 · 수면 · 수번뇌 · 악행 · 액 · 열 · 유쟁 · 쟁 · 전 · 전 · 조림 · 주올 · 취 · 치연 · 폭류 · 화
- 번뇌의 작용
- 번뇌의 분류
  - 3루
  - 4액
  - 4취
  - 4폭류
  - 5부: 견고소단 · 견집소단 · 견멸소단 · 견도소단 · 수도소단 = 견소단 + 수소단
  - 5주지번뇌
  - 견혹 + 수혹 = 견소단 + 수소단 = 미리혹 + 미사혹 = 분별기 + 구생기
  - 근본번뇌 + 수번뇌
  - 번뇌장 + 소지장
- 번뇌 = 근본번뇌 + 수번뇌
  - 근본번뇌 = 수면
    - 3근본번뇌: 탐 · 진 · 치
    - 6수면: 탐 · 진 · 만 · 무명 · 견 · 의
    - 7수면: 욕탐 · 진 · 유탐 · 만 · 무명 · 견 · 의
    - 10수면: 탐 · 진 · 만 · 무명 · 유신견 · 변집견 · 사견 · 견취 · 계금취 · 의
    - 12수면: 욕탐 · 진 · 색탐 · 무색탐 · 만 · 무명 · 유신견 · 변집견 · 사견 · 견취 · 계금취 · 의
    - 98근본번뇌(설일체유부)
      - 견혹 = 견소단 = 미리혹 = 분별기: 설일체유부의 88근본번뇌
      - 수혹 = 수소단 = 미사혹 = 구생기: 설일체유부의 10근본번뇌

    - 128근본번뇌(유식유가행파)
      - 견혹 = 견소단 = 미리혹 = 분별기: 유식유가행파의 112근본번뇌
      - 수혹 = 수소단 = 미사혹 = 구생기: 유식유가행파의 16근본번뇌

  - 수번뇌 = 전
    - 8전 · 10전 · 6번뇌구
    - 19수번뇌(설일체유부)
      - 소번뇌지법의 10가지 모두: 분 · 부 · 간 · 질 · 뇌 · 해 · 한 · 첨 · 광 · 교
      - 대불선지법의 2가지 모두: 무참 · 무괴
      - 대번뇌지법의 6가지 가운데 5가지: 방일 · 해태 · 불신 · 혼침 · 도거
      - 부정지법의 8가지 가운데 2가지: 수면 · 악작

    - 20수번뇌(유식유가행파)
      - 소수번뇌심소의 10가지 모두: 분 · 한 · 부 · 뇌 · 질 · 간 · 광 · 첨 · 해 · 교
      - 중수번뇌심소의 2가지 모두: 무참 · 무괴
      - 대수번뇌심소의 8가지 모두: 도거 · 혼침 · 불신 · 해태 · 방일 · 실념 · 산란 · 부정지
- 번뇌 = 잡염 = 유부무기 + 불선
  - 유부무기
    - 욕계의 번뇌의 일부 · 색계의 번뇌 · 무색계의 번뇌
    - 4근본번뇌(말나식의 4번뇌: 아치 · 아견 · 아만 · 아애)

  - 불선 · 악
    - 욕계의 번뇌의 대다수
    - 불선근
    - 5악 · 10악
- 번뇌 = 108번뇌 = 98수면 + 10전
- 번뇌 = 개: 5개
- 번뇌 = 결: 2결 · 3결 · 4결 · 5결 · 9결 · 10결(= 5하분결 + 5상분결) · 98결 · 108결
- 번뇌 = 구애: 3구애 · 5구애
- 번뇌 = 뇌: 3뇌
- 번뇌 = 누: 3루
- 번뇌 = 박: 3박 · 4박
- 번뇌 = 사: 7사 · 10사 · 98사 · 128사
- 번뇌 = 악행: 3악행
- 번뇌 = 취: 2취 · 4취

## 참고 문헌
- 곽철환 (2003). 《시공 불교사전》. 시공사 / 네이버 지식백과. |title=에 외부 링크가 있음 (도움말)
- 구나발타라(求那跋陀羅) 한역 (K.650, T.99). 《잡아함경(雜阿含經)》. 한글대장경 검색시스템 - 전자불전연구소 / 동국역경원. K.650(18-707), T.99(2-1). |title=에 외부 링크가 있음 (도움말)
- 권오민 (2003). 《아비달마불교》. 민족사.
- 세우 지음, 현장 한역, 송성수 번역 (K.949, T.1542). 《아비달마품류족론》. 한글대장경 검색시스템 - 전자불전연구소 / 동국역경원. K.949(25-149), T.1542(26-692). |title=에 외부 링크가 있음 (도움말)
- 세친 지음, 현장 한역, 권오민 번역 (K.955, T.1558). 《아비달마구사론》. 한글대장경 검색시스템 - 전자불전연구소 / 동국역경원. K.955(27-453), T.1558(29-1). |title=에 외부 링크가 있음 (도움말)
- 운허.  동국역경원 편집, 편집. 《불교 사전》. |title=에 외부 링크가 있음 (도움말)
- 호법 등 지음, 현장 한역, 김묘주 번역 (K.614, T.1585). 《성유식론》. 한글대장경 검색시스템 - 전자불전연구소 / 동국역경원. K.614(17-510), T.1585(31-1). |title=에 외부 링크가 있음 (도움말)
- 황욱 (1999). 《무착[Asaṅga]의 유식학설 연구》. 동국대학원 불교학과 박사학위논문.
- (중국어) 구나발타라(求那跋陀羅) 한역 (T.99). 《잡아함경(雜阿含經)》. 대정신수대장경. T2, No. 99, CBETA. |title=에 외부 링크가 있음 (도움말)
- (중국어) 星雲. 《佛光大辭典(불광대사전)》 3판. |title=에 외부 링크가 있음 (도움말)
- (중국어) 무착 조, 현장 한역 (T.1602). 《현양성교론(顯揚聖教論)》. 대정신수대장경. T31, No. 1602, CBETA. |title=에 외부 링크가 있음 (도움말)
- (중국어) 무착 조, 현장 한역 (T.1605). 《대승아비달마집론(大乘阿毘達磨集論)》. 대정신수대장경. T31, No. 1605, CBETA. |title=에 외부 링크가 있음 (도움말)
- (중국어) 세우 조, 현장 한역 (T.1542). 《아비달마품류족론(阿毘達磨品類足論)》. 대정신수대장경. T26, No. 1542, CBETA. |title=에 외부 링크가 있음 (도움말)
- (중국어) 세친 조, 현장 한역 (T.1558). 《아비달마구사론(阿毘達磨俱舍論)》. 대정신수대장경. T29, No. 1558, CBETA. |title=에 외부 링크가 있음 (도움말)
- (중국어) 세친 조, 현장 한역 (T.1612). 《대승오온론(大乘五蘊論)》. 대정신수대장경. T31, No. 1612, CBETA. |title=에 외부 링크가 있음 (도움말)
- (중국어) 세친 조, 현장 한역 (T.1614). 《대승백법명문론(大乘百法明門論)》. 대정신수대장경. T31, No. 1614, CBETA. |title=에 외부 링크가 있음 (도움말)
- (중국어) 안혜 조, 현장 한역 (T.1606). 《대승아비달마잡집론(大乘阿毘達磨雜集論)》. 대정신수대장경. T31, No. 1606, CBETA. |title=에 외부 링크가 있음 (도움말)
- (중국어) 호법 등 지음, 현장 한역 (T.1585). 《성유식론(成唯識論)》. 대정신수대장경. T31, No. 1585, CBETA. |title=에 외부 링크가 있음 (도움말)